# Кунихов, Руслан Ереджибович
Русла́н Ереджи́бович Ку́нихов (2 января 1970) — советский и российский футболист и тренер, играл на позиции полузащитника и нападающего.

## Карьера
Воспитанник майкопского футбола. Профессиональную карьеру начал в 1989 году в майкопской «Дружбе», которая выступала во второй лиге. В дебютный сезон за клуб провёл 2 матча. После распада СССР «Дружба» стартовала в Первом дивизионе, а уже в первом Кубке России дошла до полуфинала, где уступила будущим обладателям кубка «Торпедо» Москва, а Кунихов провёл полный полуфинальный матч. В «Дружбе» играл вплоть до 1996 года.
В 1996 году перешёл в «Олимп» Кисловодск, за который во втором дивизионе провёл 31 матч и забил 7 мячей. Далее играл в армавирском «Торпедо», тульском «Арсенале» и «Кузбассе» Кемерово, пока в 1999 году не вернулся в родную «Дружбу», в составе которой провёл сезон, забив 19 голов в 35 матчах. Следующий сезон провёл в краснодарской «Кубани», которая ставила задачу выхода в первый дивизион и выполнила её, а сам Кунихов был одним из лидеров команды. Карьеру завершал в другом клубе из Краснодара — «Немкоме».
Тренер Нурбий Хакунов, который работал с Куниховым в «Дружбе» в 1992—1993 годах, называл его самым талантливым футболистом из всех, с кем ему довелось поработать, «клонированным Ильёй Цымбаларём».

## Достижения
«Дружба»
Полуфиналист Кубка России: (1)
- 1992/93
- Мастер спорта (с 1992 г.)